# 4e Filipijnse Legislatuur
De 4e Filipijnse Legislatuur (4th Philippine Legislature) was een zitting van de Filipijnse Legislatuur van de Filipijnen van 16 oktober 1916 tot 8 maart 1919. De Filipijnse legislatuur was in deze periode samengesteld uit een hogerhuis, de Senaat van de Filipijnen en een lagerhuis, het Filipijns Huis van Afgevaardigden.

## Leden

### Senaat
| District            | Senator              | partij | partij        |
| ------------------- | -------------------- | ------ | ------------- |
| 1e senaatsdistrict  | Vicente Encarnacion  |        | Progresista   |
| 1e senaatsdistrict  | Juan Villamor        |        | Nacionalista  |
| 2e senaatsdistrict  | Aquilino Calvo       |        | Nacionalista  |
| 2e senaatsdistrict  | Matias Gonzales      |        | Nacionalista  |
| 2e senaatsdistrict  | Pedro Maria Sison    |        | Nacionalista  |
| 3e senaatsdistrict  | Isauro Gabaldon      |        | Nacionalista  |
| 3e senaatsdistrict  | Francisco Liongson   |        | Nacionalista  |
| 4e senaatsdistrict  | Pedro Guevara        |        | Nacionalista  |
| 4e senaatsdistrict  | Rafael Palma         |        | Nacionalista  |
| 5e senaatsdistrict  | Vicente Ilustre      |        | Onafhankelijk |
| 5e senaatsdistrict  | Manuel Quezon        |        | Nacionalista  |
| 6e senaatsdistrict  | Mario Guarina        |        | Nacionalista  |
| 6e senaatsdistrict  | Leoncio Imperial     |        | Nacionalista  |
| 7e senaatsdistrict  | Jose Altavas         |        | Nacionalista  |
| 7e senaatsdistrict  | Francisco Villanueva |        | Nacionalista  |
| 8e senaatsdistrict  | Esperidion Guanco    |        | Nacionalista  |
| 8e senaatsdistrict  | Manuel Lopez         |        | Nacionalista  |
| 9e senaatsdistrict  | Esteban Singson      |        | Nacionalista  |
| 9e senaatsdistrict  | Jose Maria Veloso    |        | Nacionalista  |
| 10e senaatsdistrict | Filemon Sotto        |        | Nacionalista  |
| 10e senaatsdistrict | Celestino Rodriguez  |        | Nacionalista  |
| 11e senaatsdistrict | Nicolas Capistrano   |        | Nacionalista  |
| 11e senaatsdistrict | Jose Clarin          |        | Nacionalista  |
| 12e senaatsdistrict | Hadji Butu           |        | Nacionalista  |
| 12e senaatsdistrict | Joaquin Luna         |        | Nacionalista  |

### Huis van Afgevaardigden
| Provincie         | District | Afgevaardigde           | Partij | Partij        |
| ----------------- | -------- | ----------------------- | ------ | ------------- |
| Albay             | 1e       | Domingo Diaz            |        | Nacionalista  |
| Albay             | 2e       | Jose O. Vera            |        | Nacionalista  |
| Albay             | 3e       | Tomas Luna              |        | Progresista   |
| Ambos Camarines   | 1st      | Gonzalo S. Escalante    |        | Nacionalista  |
| Ambos Camarines   | 2nd      | Manuel Rey              |        | Nacionalista  |
| Ambos Camarines   | 3rd      | Sulpicio V. Cea         |        | Nacionalista  |
| Antique           | Lone     | Ramon Maza              |        | Nacionalista  |
| Bataan            | Lone     | Maximino de los Reyes   |        | Nacionalista  |
| Batanes           | Lone     | Juan G. Castillejos     |        | Nacionalista  |
| Batangas          | 1st      | Ramon Diokno            |        | Nacionalista  |
| Batangas          | 2nd      | Pablo Borbon            |        | Nacionalista  |
| Batangas          | 3rd      | Benito Reyes Katigbak   |        | Nacionalista  |
| Bohol             | 1st      | Celestino Gallares      |        | Nacionalista  |
| Bohol             | 2nd      | Macario Lumain          |        | Nacionalista  |
| Bohol             | 3rd      | Filomeno Caseñas        |        | Nacionalista  |
| Bulacan           | 1st      | Mariano Escueta         |        | Liga Popular  |
| Bulacan           | 2nd      | Ricardo Gonzales Lloret |        | Nacionalista  |
| Cagayan           | 1st      | Vicente T. Fernandez    |        | Nacionalista  |
| Cagayan           | 2nd      | Miguel Concepcion       |        | Nacionalista  |
| Capiz             | 1st      | Antonio Belo            |        | Nacionalista  |
| Capiz             | 2nd      | Leopoldo Mobo Alba      |        | Nacionalista  |
| Capiz             | 3rd      | Leonardo Festin         |        | Progresista   |
| Cavite            | Lone     | Emiliano Tria Tirona    |        | Democrata     |
| Cebu              | 1e       | Jose Hernaez            |        | Nacionalista  |
| Cebu              | 2e       | Sergio Osmeña           |        | Nacionalista  |
| Cebu              | 3e       | Vicente Urgello         |        | Nacionalista  |
| Cebu              | 4e       | Alejandro Ruiz          |        | Nacionalista  |
| Cebu              | 5e       | Mariano Jesús Cuenco    |        | Nacionalista  |
| Cebu              | 6e       | Miguel Raffiñan         |        | Nacionalista  |
| Cebu              | 7e       | Tomás N. Alonso         |        | Nacionalista  |
| Ilocos Norte      | 1st      | Vicente T. Llanes       |        | Nacionalista  |
| Ilocos Norte      | 2nd      | Melchor Flor            |        | Progresista   |
| Ilocos Sur        | 1st      | Alberto Reyes           |        | Progresista   |
| Ilocos Sur        | 2nd      | Ponciano Morales        |        | Nacionalista  |
| Ilocos Sur        | 3rd      | Eustaquio Purugganan    |        | Nacionalista  |
| Iloilo            | 1st      | Jose Maria Arroyo       |        | Nacionalista  |
| Iloilo            | 2nd      | Cresenciano Lozano      |        | Nacionalista  |
| Iloilo            | 3rd      | Nicanor Gregorius       |        | Progresista   |
| Iloilo            | 4th      | Tiburcio Lutero         |        | Progresista   |
| Iloilo            | 5th      | Juan de Leon            |        | Progresista   |
| Isabela           | Lone     | Mauro Verzosa           |        | Nacionalista  |
| La Union          | 1st      | Juan T. Lucero          |        | Nacionalista  |
| La Union          | 2nd      | Valerio M. Fontanilla   |        | onafhankelijk |
| Laguna            | 1st      | Feliciano Gomez         |        | Nacionalista  |
| Laguna            | 2nd      | Crisanto M. Guysayko    |        | Nacionalista  |
| Leyte             | 1st      | Manuel Veloso           |        | Nacionalista  |
| Leyte             | 2nd      | Dalmacio Costas         |        | Nacionalista  |
| Leyte             | 3rd      | Segundo Apostol         |        | Nacionalista  |
| Leyte             | 4th      | Ruperto Kapunan         |        | Progresista   |
| Manilla           | 1e       | Antonio Montenegro      |        | Democrata     |
| Manilla           | 2e       | Luciano de la Rosa      |        | Democrata     |
| Mindanao en Sulu  | At-Large | Rafael Acuña            |        | Nacionalista  |
| Mindanao en Sulu  | At-Large | Datu Benito             |        | onafhankelijk |
| Mindanao en Sulu  | At-Large | Teodoro Palma Gil       |        | Nacionalista  |
| Mindanao en Sulu  | At-Large | Pablo Lorenzo           |        | Nacionalista  |
| Mindanao en Sulu  | At-Large | Datu Piang              |        | onafhankelijk |
| Mindoro           | Lone     | Mariano P. Leuterio     |        | Nacionalista  |
| Misamis           | 1st      | Gregorio Borromeo       |        | Nacionalista  |
| Misamis           | 2nd      | Ramón Neri              |        | Nacionalista  |
| Mountain Province | At-Large | Rafael Bulayungan       |        |               |
| Mountain Province | At-Large | Juan Cariño             |        |               |
| Mountain Province | At-Large | Valentin Manglapus      |        |               |
| Negros Occidental | 1st      | Lope B. Severino        |        | Nacionalista  |
| Negros Occidental | 2nd      | Rafael R. Alunan        |        | Nacionalista  |
| Negros Occidental | 3rd      | Gil Montilla            |        | Nacionalista  |
| Negros Oriental   | 1st      | Restituto Villegas      |        | Progresista   |
| Negros Oriental   | 2nd      | Felipe Tayko            |        | Progresista   |
| Nueva Ecija       | Lone     | Isidoro Gonzales        |        | Nacionalista  |
| Nueva Vizcaya     | Lone     | Wenceslao Valera        |        | Nacionalista  |
| Palawan           | Lone     | Manuel Sandoval         |        | Nacionalista  |
| Pampanga          | 1st      | Eduardo Gutierrez David |        | Progresista   |
| Pampanga          | 2nd      | Pedro Abad Santos       |        | Nacionalista  |
| Pangasinan        | 1st      | Modesto Sison           |        | Progresista   |
| Pangasinan        | 2nd      | Aquilino Banaag         |        | Nacionalista  |
| Pangasinan        | 3rd      | Teodoro I. Gomez        |        | Nacionalista  |
| Pangasinan        | 4th      | Alejandro de Guzman     |        | Nacionalista  |
| Pangasinan        | 5th      | Bernabe de Guzman       |        | Nacionalista  |
| Rizal             | 1st      | Arcadio Santos          |        | Nacionalista  |
| Rizal             | 2nd      | Eugenio Santos          |        | Progresista   |
| Samar             | 1st      | Pedro K. Mendiola       |        | Nacionalista  |
| Samar             | 2nd      | Pastor Salazar          |        | Nacionalista  |
| Samar             | 3rd      | Jose Lugay Raquel       |        | Nacionalista  |
| Sorsogon          | 1st      | Manuel Escudero         |        | onafhankelijk |
| Sorsogon          | 2nd      | Amancio Aguilar         |        | Nacionalista  |
| Surigao           | Lone     | Eusebio Tiongko         |        | Nacionalista  |
| Tarlac            | 1st      | Luis Morales            |        | Nacionalista  |
| Tarlac            | 2nd      | Cayetano Rivera         |        | onafhankelijk |
| Tayabas           | 1st      | Alfonso M. Recto        |        | Nacionalista  |
| Tayabas           | 2nd      | Gregorio Nieva          |        | Nacionalista  |
| Zambales          | Lone     | Guillermo F. Pablo      |        | Nacionalista  |